# برج الفبا

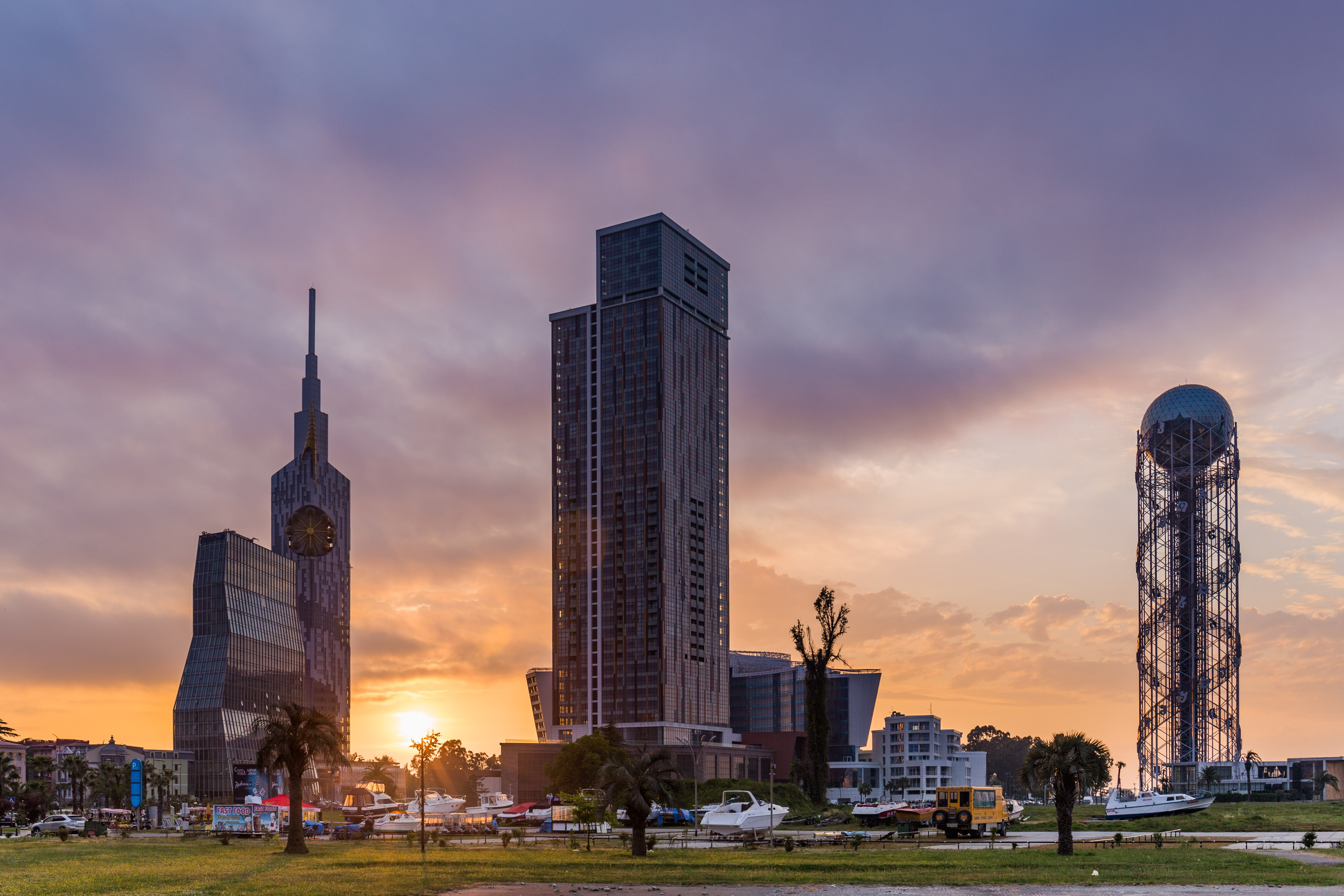
برج الفبایی در تصویر تمام‌نمایی از باتومی که در سمت راست دیده می‌شود.

برج الفبا (گرجی: ანბანის კოშკი) بنایی به بلندی ۱۳۰ متر در باتومی، گرجستان است. این برج نمادی از یکتایی و یگانگی خط گرجی و مردم گرجستان است. این سازه با الهام از ساختار دی‌ان‌ای و به شکل مارپیچ دوتایی، طراحی شده‌است. دو نوار مارپیچ که شامل ۳۳ حرف الفبای گرجی، ساخته شده از آلومینیوم و به بزرگی چهار متر هستند، از برج بالا می‌روند.
در وسط ساختمان، یک بالابر است که مستقیم به قسمت بالایی بنا در تاج سازه، جایی که یک توپ نقره عظیم قرار دارد، می‌رود.

## شکل‌گیری
برج الفبا توسط شرکت اسپانیایی، سی ام دی دومینگو لازارو ساخته شد. ساخت این برج در ۱۰ اکتبر ۲۰۱۰ شروع و دسامبر ۲۰۱۱ با سازه نمای بیرونی تکمیل گردید. ساخت این برج ۶۵ میلیون دلار هزینه دربرداشت.

## سازه
برج ترکیبی از یازده مدول خرپایی لوله‌های فولادی بوده که دو ارگان را شکل داده‌اند، فضای داخلی برج حاوی گذرگاه اصلی پله‌ها و آسانسورهایی با دید وسیع نمای خارجی، و نمای بیرونی که تکیه گاه کل سازه و تبیین دیواره بیرونی با حروف الفبای بزرگ است.